# Scea grandis
Scea grandis là một loài bướm đêm thuộc họ Notodontidae. Nó được tìm thấy ở Nam Mỹ, bao gồm và có thể hãn hữu ở Colombia.